# David Steindl-Rast

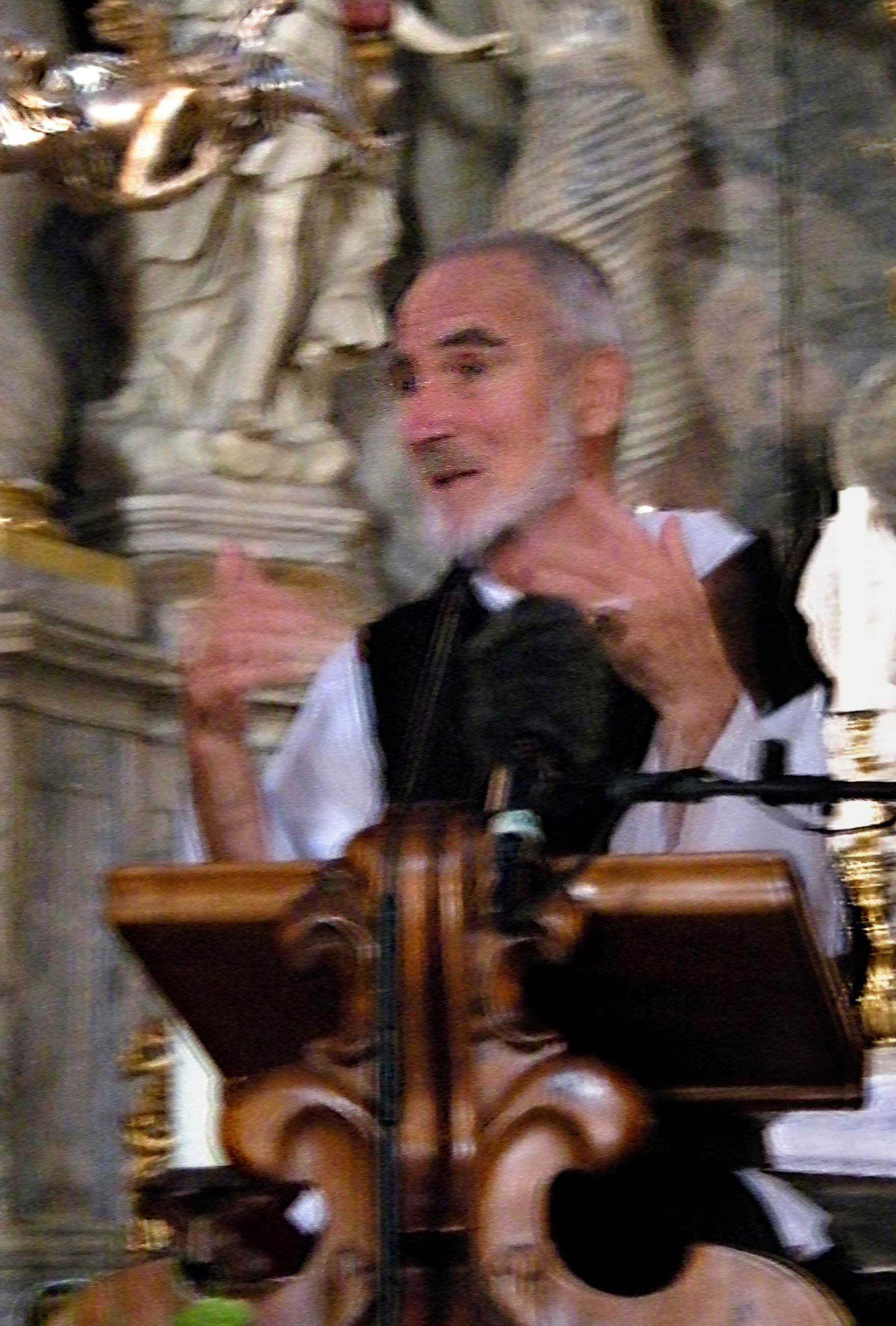
Broeder David, Graz 2009.

Broeder David Steindl-Rast (Wenen, 1926) is een Oostenrijks schrijver.

## Biografie
Steindl-Rast haalde zijn master aan de Weense Academie voor Schone Kunsten. Zijn Ph.D. haalde hij in 1952 aan de Universiteit van Wenen. In 1953 werd hij een Benedictijnse monnik in het Mount Saviour Monastery, een klooster nabij het gehucht Pine City, dat in Chemung County in de staat New York is gelegen. In 1966 werd hem opgedragen om de boeddhistisch-christelijke dialoog na te streven, en begon hij met een studie van zen. Hij vormde connecties tussen het christelijke spiritualisme en de oosterse wijsheid.
Steindl-Rasts inzet heeft geleid tot aanzienlijke onderzoeksinspanning, variërend van het eerste interreligieuze symposium in 1972 tot moderne wetenschappelijke onderzoeken. Hij heeft meer dan 500 artikelen en 30 hoofdstukken in boeken geschreven. Hij werd in 1998 opgenomen in "The Best Spiritual Writing Series" en werd door Philip Zaleski in zijn The Best Spiritual Writing uit 2002 genoemd.  
Steindl-Rast schreef onder andere de boeken Gratefulness, The Heart of Prayer; The Music of Silence (met Sharon Lebell); Words of Common Sense for Mind, Body and Soul, en Belonging to the Universe (met Fritjof Capra). 
Broeder David is de stichter van "A Network for Grateful Living", een netwerk dat in een aantal Europese landen is uitgerold, waaronder in Nederland en Vlaanderen onder de naam "Dankbaar Leven". De Engelstalige website bevat ook Nederlandstalige tekst en deels ondertitelde video's.